# Murina bicolor
Murina bicolor é uma espécie de morcego da família Vespertilionidae. É endêmica de Taiwan.